# 스티븐 P. 시넛
스티븐 P. 시넛(영어: Stephen P. Synnott)은 보이저(Voyager) 계획의 과학자이자 사진 판독가이다. 목성, 토성, 천왕성, 해왕성의 위성들을 다수 발견하였고, 대표적인 위성 메티스(Metis), 퍽(Puck), 라리사(Larissa), 프로테우스(Proteus), 테베(Thebe) 등을 사진 판독으로 발견하였다.